# Obernfeld
Obernfeld est une commune allemande de l'arrondissement de Göttingen, Land de Basse-Saxe.

## Géographie
Le territoire est traversé par le Hahle.
La commune se situe sur la Bundesstraße 247 entre Northeim et Duderstadt et anciennement sur la ligne de Leinefelde à Wulften am Harz.

## Histoire
Obernfeld est certainement fondé vers 800. À cette époque, le village se développe depuis un centre. La première mention écrite date de 1184 quand Agnès II de Misnie, l'abbesse de Quedlinbourg, rachète les biens qu'elle a perdus. Obernfeld est probablement un territoire donné à l'abbaye. Près de trois cents ans plus tard, l'abbaye devient un fief, ainsi que ses biens, du landgrave de Thuringe Henri le Raspon en 1246 puis après sa mort l'année suivante des ducs de Brunswick. En 1320, le village est le siège de juridictions mineures sauf si cela relève de Henri III de Brunswick-Lunebourg. En 1364, Obernfeld s'allie avec Gieboldehausen.
Au milieu du XVe siècle, un conflit oppose le village d'Obernfeld et la ville de Duderstadt sur la limite du village de Breitenberg. Ce litige aboutit au dédommagement de Duderstadt de 90 chevaux à Obernfeld. Mais la ville empêche l'accès aux territoires contestés et les récupère après un autre procès en 1445. Soixante ans plus tard, un autre litige de même nature apparaît. Les villages aux alentours d'Obernfeld soutiennent Obernfeld, Duderstadt renonce à ses prétentions. Quatre-vingts ans plus tard, le tribunal de Mayence accorde l'utilisation du bois aux deux parties.
Au XVIe siècle, la majorité de la population devient protestante, puis revient au début du XVIIe siècle à la religion catholique, sous la pression de la Contre-Réforme menée par les jésuites. Durant la guerre de Trente Ans, les troupes de Christian de Brunswick occupent en 1626 les villages du Bas-Eichsfeld. Le village est rasé, il sera reconstruit trois ans plus tard.
Au cours des mêmes siècles, le village subit des épidémies de peste qui tue jusqu'à la moitié de ses habitants puis, lors de la guerre, une épidémie de typhus.